# Stade de Shanghai
Le stade de Shanghai (en chinois : 上海体育场) est un stade omnisports de 80 000 places situé à Shanghai en République populaire de Chine. Construit en 1973*1974, il a été rénové dans les années 1990.

## Événements
- National Games of the People's Republic of China, 12-24 octobre 1997
- 2007 Special Olympics World Summer Games, 2-11 octobre 2007
- Tournoi de Football des jeux Olympiques d'été de 2008, 7, 10, 13, 16, 19 et 22 août 2008
- Golden Grand Prix
- Supercoupe d'Italie de football (Supercoppa Italiana) en 2015